# Municipio de Spencer (Minnesota)
El municipio de Spencer (en inglés: Spencer Township) es un municipio ubicado en el condado de Aitkin en el estado estadounidense de Minnesota. En el año 2010 tenía una población de 518 habitantes y una densidad poblacional de 5,31 personas por km².

## Geografía
El municipio de Spencer se encuentra ubicado en las coordenadas 46°33′8″N 93°37′44″O / 46.55222, -93.62889. Según la Oficina del Censo de los Estados Unidos, el municipio tiene una superficie total de 97.58 km², de la cual 95,66 km² corresponden a tierra firme y (1,96 %) 1,91 km² es agua.

## Demografía
Según el censo de 2010, había 518 personas residiendo en el municipio de Spencer. La densidad de población era de 5,31 hab./km². De los 518 habitantes, el municipio de Spencer estaba compuesto por el 95,75 % blancos, el 0,77 % eran amerindios, el 0,97 % eran asiáticos, el 0,39 % eran de otras razas y el 2,12 % eran de una mezcla de razas. Del total de la población el 0,97 % eran hispanos o latinos de cualquier raza.